# Elisi
Gli Elisi furono una delle tribù germaniche (civitates) che costituivano i Lugi secondo quanto riferito da Tacito nel De origine et situ Germanorum. Sfortunatamente questa breve menzione è l'unica citazione che riguarda questo popolo.

## Etnonimo
Gli studiosi della cultura slava sostengono che i Celti giocarono un ruolo fondamentale nell'etnogenesi slava, essendo ricordati nella topografia della Polonia meridionale e dell'Ucraina. Al tempo di Tacito gli Slavi parlavano probabilmente una lingua proto-slava, i Balti una lingua proto-baltica o qualcosa di simile, e le tribù germaniche vari dialetti germanici. La lingua parlata dai Lugi, comunque, non è chiara, o perlomeno non era unica.
Considerando la posizione, è possibile che il nome di Elisi assegnato da Tacito fosse una forma germanica dell'antica municipalità di Kalisz nella Polonia centrale, spesso identificata con la Calisia di Tolomeo, situata in Germania Magna. Gli Elisi deriverebbero in questo caso da *Kalisii. La posizione segnalata da Tolomeo potrebbe non essere quella attuale, visto che insediamenti con lo stesso nome tendevano a moltiplicarsi con il tempo, o a migrare insieme alla popolazione che li abitava.

## Storia
La probabile posizione geografica dei Lugi fa nascere un dubbio riguardo alla loro etnicità. Fonti antiche considerano il confine tra Germania Magna e Scizia come il fiume Vistola. In ogni caso questo confine curva ad est facendo in modo di far ricadere l'attuale Polonia centrale e meridionale in Germania.
Il fatto che questa espansione tedesca abbia raggiunto la Polonia occidentale è quantomeno dubbio. La Slesia era tedesca in tempi antichi, ed era la probabile casa dei Lugi, che nelle fonti antiche risultano abitanti della metà orientale della Svevia, dal cui nome deriva l'attuale Schwaben. I Suebi erano divisi dalla Foresta Nera. L'attuale Foresta Nera, decisamente più piccola di quella del tempo, non rispetta la descrizione, ma in tempi antichi probabilmente copriva buona parte del Schwaben. I Lugi quindi, essendo posizionati ad est dei Suebi, erano probabilmente stanziati in Polonia o in Cecoslovacchia.